# Котбус (округ)
Округ Котбус (нем. Bezirk Cottbus) — округ в составе ГДР. Был образован в 1952 году после ликвидации земель на территории земли Бранденбург (вместе с округами Потсдам и Франкфурт-на-Одере) и стал одним из 15 округов в составе Германской Демократической Республики.
В составе округа Котбус выделялось 14 районов, один город окружного подчинения и 574 коммун. В связи с воссозданием земель он был ликвидирован в 1990 году.